# 18148 Белльє
18148 Белльє (18148 Bellier) — астероїд головного поясу, відкритий 29 липня 2000 року.
Тіссеранів параметр щодо Юпітера — 3,196.